# سيادة الدور
في نظرية التصنيفات، يشير مصطلح سيادة الدور[بحاجة لمصدر] إلى اعتماد هوية شخص ما على الدور الذي يتولاه، والذي يحل محل الأدوار الأخرى.
والدور السلبي، مثل «المرض» يمكن أن يتسبب في تقييد صورة الذات.

## الانحراف
طرح إدوين شور، بالاعتماد على عمل إريك إتش إريكسون وكاي إريكسون فيما يتعلق بـ «التأكيد على السلوك الجانح» مصطلح «سيادة الدور» في الأوساط النظرية فيما يتعلق بـالانحراف: ««سيادة الدور» مصطلح يشير إلى العملية التي يصير فيها الأفراد معلقين في دور منحرف نتيجة للأشخاص الآخرين الذين يرتبطون بهم في هذه الهوية الفاسدة».
وعلى العكس من ذلك، قد يعتنق المنحرف الدور بنفسه. "عندما يصير دور معين جزءًا لا يتجزأ من هوية المرء، إلى الحد الذي يتم معه استبعاد جميع الأدوار الأخرى، يُقال أن اندماجًا للدور قد حدث (أو سيادة الدور). ويُشار إلى هذا الدور عادةً باسم "الدور الرئيسي". يشير كذلك مصطلح سيادة الدور إلى العملية التي يسيطر من خلالها دور معين على أدوار أخرى في حياة المرء.
التخلي عن الدور مصطلح يشير إلى الانفصال والابتعاد عن الأهداف والأولويات والأدوار الأخرى بعد سيادة الدور.

## الألعاب الرياضية
يمكن لسيادة الدور أن يحدث في سياق أكثر عمومية. فقد تم اكتشافه مثلاً في إطار الرياضيين بالجامعات. فبعد الدخول إلى الجامعات بجدول أعمال زاخر بالأنشطة، «يمر الكثيرون» بسيادة دور«معين... وسرعان ما يسيطر دور الرياضي على وقتهم وأفعالهم ودوائرهم الاجتماعية».
ويمكن أيضًا أن يضيق الرياضيون نطاق تركيزهم في وقت مبكر للغاية: «أحد عواقب تحديد الهوية أو سيادة الدور عدم القدرة على التنبؤ بالأدوار المستقبلية والتخطيط لها».

## الأمهات
في حين تتمكن بعض الأمهات «الصالحات» من إظهار التزام بدورهن دون «سيادة دور معين»، قد تنظر أخريات إلى دور «الأم المخلصة» كدور شامل. «تحديد الدور، من خلال تقليله لفرص التواصل مع الأصدقاء والعائلة، يقلل من المصادر المتاحة أمام الوالدين للتقييم الذاتي الإيجابي خارج إطار الأسرة».
العلاج العائلي يرى أن دور الأب في التنشئة المبكرة للأطفال، مع سيادة دور الأمومة على الأم، يتضمن "مؤازرة الأم، وردها إلى الطريق القويم. فيتمكن بذلك الزوجان من الاهتمام بزواجهما مجددًا. (يشير كذلك العلاج العائلي إلى حاجة أكبر "لإضافة معانٍ جديدة لأسماء الأدوار في السياق العائلي).

## المِهن
أشارمتبعو مذهب يونج إلى إمكانية سيادة دور معين من خلال مهنة المرء: «لكل مهمة أو مهنة شخصية خاصة بها...لكن تكمن الخطورة هنا في أن الناس يصيرون جزءًا لا يتجزأ من هذه الشخصيات - فيرتبط الأستاذ بكتابه، والمغني بصوته».
وتكون هذه المشكلة أكثر حدة مع ما يسميه ألاسدير مكنتاير الشخصية - وهي «نوع خاص للغاية من الدور الاجتماعي الذي يضع نوعًا معينًا من القيد الأخلاقي على مَن يتسمون بها... إنها أقنعة ترتديها الفلسفات الأخلاقية».

## الأدب
- استعرض طوني تانر أداء الأدوار للسيد والسيدة بينيت في رواية كبرياء وتحامل من حيث الالتزام بالأدوار والتباعد بينها. «فصار السيد بينيت ساخرًا من الأدوار الاجتماعية التي فُرِضت عليه...كما بدا على السيدة بينيت انفصالاً عن ملامح الحياة الأسرية والاجتماعية الضرورية، وعدم القدرة على التفكير، وفقدت نفسها في أدائها»[17] - سيادة الدور.
- تتصارع الشخصيات في روايات مارغريت آتوود كذلك مع «كيفية تعبير الصور الاستهلاكية عن سيادة دور معين كما لو كان قدرًا لا فرار منه»، ويسعون جاهدين «للهروب من سيادة الأدوار... ومن هذا التعريف الثقافي الغريب للعلاقات البشرية والشخصية».[18]

## وصلات خارجية
Caregiving: Role Engulfment and the Loss of Self